# اکولوژیست‌ها
اکولوژیست‌ها (به اختصار LE) (فرانسوی: Les Écologistes‎) که تا سال ۲۰۲۳ با نام اروپا اکولوژی – سبزها (به اختصار EELV) شناخته می‌شد، یک حزب سیاسی اکولوژیست و فدرالیست اروپایی در فرانسه است. این حزب در سال ۲۰۱۰، با تغییر نام حزب سبزها (تأسیس ۱۹۸۴) شکل گرفت و هدف آن گردآوردن فعالان فهرست‌های اروپا اکولوژی در انتخابات پارلمان اروپا ۲۰۰۹ و انتخابات منطقه‌ای ۲۰۱۰] بود.

## تاریخچه

### ۲۰۰۸–۲۰۱۰: تأسیس

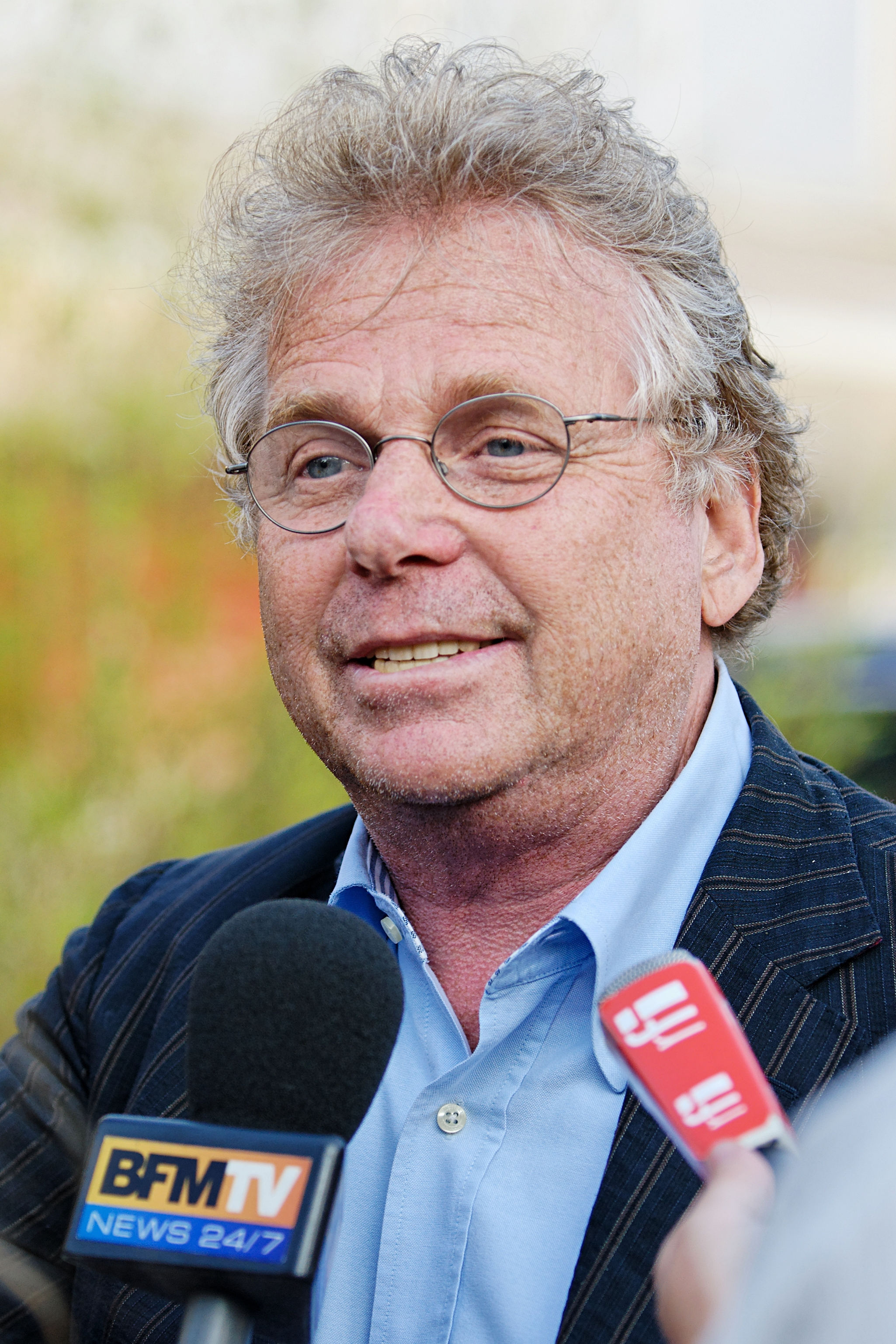
دانیل کوهن بندیت در سال ۲۰۰۹.

پس از انتخابات شهرداری‌های فرانسه در سال ۲۰۰۸ که سیسیل دوفلو از آن به‌عنوان «یک احیای کوچک» یاد کرد، فضای تازه‌ای برای بازاندیشی درون سبزها شکل گرفت؛ بازاندیشی‌ای با هدف تقویت حضور و نفوذ جریان اکولوژیست در سیاست فرانسه. در همین مقطع، دانیل کوهن بندیت ایده‌ای تازه، با عنوان تشکیل فهرست‌های باز برای انتخابات پارلمان اروپا ۲۰۰۹ را پیش کشید.
چند ماه بعد، در ژوئن ۲۰۰۸، شورای ملی بین‌منطقه‌ای سبزها (CNIR) – که نقش پارلمان داخلی حزب را داشت – به هیئت اجرایی چراغ سبز داد تا این طرح را بررسی کند. در دانشگاه تابستانی حزب در تولوز، بحث‌های داغی دربارهٔ اتحاد جریان‌های مختلف سیاست زیست‌محیطی در فرانسه درگرفت. نتیجه این رایزنی‌ها در پاییز همان سال با معرفی پروژه اروپا اکولوژی به‌طور رسمی کلید خورد.
در مجمع عمومی دسامبر ۲۰۰۸ در لیل، این استراتژی ائتلاف با چهره‌های برجسته‌ای همچون ساندرین بلیه، ژان-پل بسه، ژوزه بووه، یانیک ژادو، اوا ژولی و میشل ریوازی وارد مرحله عملی شد. انتخابات ۲۰۰۹ فراتر از انتظار پیش رفت: ائتلاف اکولوژیست‌ها با کسب ۱۶٫۳ درصد آرا (۲٬۸۰۳٬۷۵۹ رأی) به جایگاه سوم رسید و تنها چند دهم درصد با حزب سوسیالیست فاصله داشت.
این موفقیت، زمینه‌ساز گفت‌وگو برای ایجاد جنبشی تازه و گسترده‌تر شد که علاوه بر سبزها، نیروهای مستقل و هواداران اروپا اکولوژی را نیز دربر گیرد؛ حرکتی که هدفش حضور پرقدرت در انتخابات ریاست‌جمهوری فرانسه ۲۰۱۲ و انتخابات مجلس ملی فرانسه ۲۰۱۲ بود.
در اکتبر ۲۰۱۰، نشست‌های منطقه‌ای حزب اساسنامه و بیانیه‌ای جدید را به رای گذاشتند که به‌ترتیب با ۸۴ و ۹۰ درصد آرا تصویب شد. در نوامبر همان سال، اعضای سبزها نیز با ۸۵٫۱ درصد موافق، این اسناد را پذیرفتند.

لوگوی ۲۰۱۰ تا ۲۰۲۳

سرانجام در ۹ نوامبر ۲۰۱۰، «مجمع مؤسسان لیون» برگزار شد؛ رویدادی که با سخنرانی‌های تأثیرگذار نیکولا اولو و دیگر چهره‌های شاخص همراه بود. در پایان، نام جدید «اروپا اکولوژی – سبزها» (EELV) با حمایت ۵۳٫۱۹ درصد اعضا رسمیت یافت. با این حال، همه چیز بی‌دردسر پیش نرفت؛ ژان-پل بسه چند هفته بعد با انتقاد از «فضای مسموم جنگ سرد» میان سبزهای قدیمی و گروهی که «تعاونی» را به ابزاری علیه حزب بدل کرده بودند، از پذیرش هرگونه مسئولیت کناره گرفت و ادغام وعده‌داده‌شده در کنگره را ناکام دانست.
یک ماه بعد، در ۱۱ دسامبر ۲۰۱۰، شورای فدرال – که جایگزین CNIR در ساختار جدید شد – فیلیپ مه‌ریو، آموزگار و سرلیست انتخابات منطقه‌ای رون-آلپ را به‌عنوان نخستین رئیس خود برگزید؛ سمتی که در اساسنامه تازه تعریف شده بود.

### ۲۰۱۰ تا ۲۰۱۱: انتخابات میاندوره‌ای
پیش از آن‌که حزب به‌طور رسمی شکل بگیرد، اکولوژیست‌ها در انتخابات منطقه‌ای فرانسه در سال ۲۰۱۰ با همان نامی که در انتخابات اروپایی سال قبل استفاده کرده بودند، وارد رقابت شدند. در دور نخست، آن‌ها به‌طور میانگین ۱۲٫۲٪ آرای ماخوذه، معادل ۲٬۳۷۲٬۳۷۹ رای را به دست آوردند. بهترین نتیجه در رون-آلپ با ۱۷٫۸٪ آرا و ضعیف‌ترین عملکرد در شامپاین-آردن با ۸٫۵٪ ثبت شد.

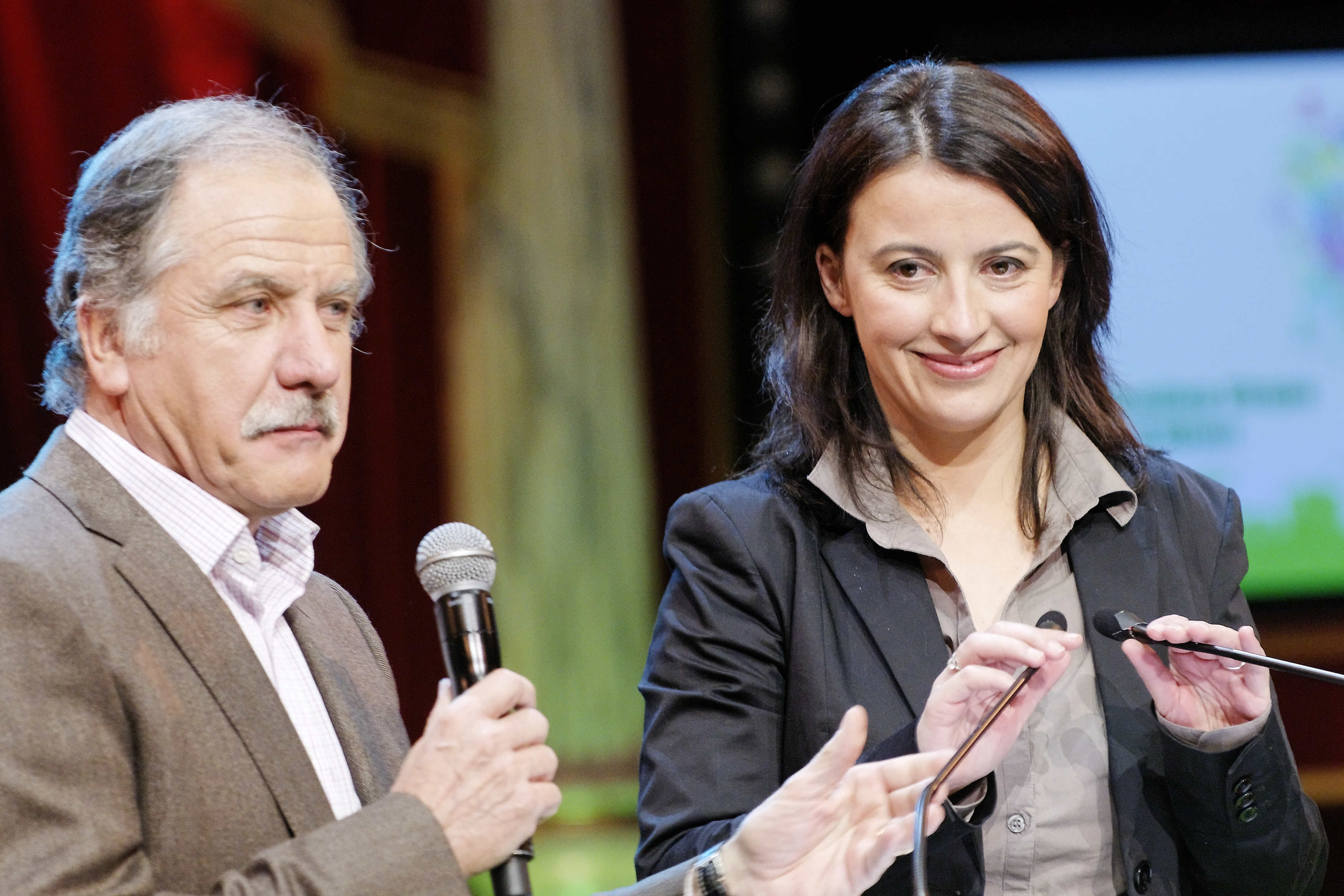
نوئل مامِر و سیسیل دوفلو در گردهمایی پایانی کارزار انتخابات منطقه‌ای ۲۰۱۰

در دور دوم، فهرست‌های اکولوژیست در همه مناطق ـ جز برتاین ـ با دیگر فهرست‌های جناح چپ ائتلاف کردند. در برتاین، فهرست مشترک اروپا اکولوژی و اتحاد دموکراتیک برتانی به رهبری گی هاسکوه به دلیل اختلاف با فهرست ائتلاف حزب سوسیالیست و برتن اکولوژی به رهبری ژان-ایو لودریان، به‌طور مستقل در دور دوم ماند و سهم خود را از ۱۲٫۲٪ به ۱۷٫۴٪ افزایش داد.
اروپا اکولوژی – سبزها در انتخابات استانی فرانسه در سال ۲۰۱۱ نیز شرکت کرد. تنها در ۲۴ استان، توافق کامل یا جزئی با حزب سوسیالیست وجود داشت. با این حال، حزب توانست ۸٫۲۲٪ آرا را کسب کند (نامزدها در ۱۴۰۰ بخش از ۲۰۰۰ بخش قابل تجدید حضور داشتند) و به‌عنوان سومین نیروی جناح چپ، پس از حزب سوسیالیست و جبهه چپ باقی بماند.
با وجود امضای توافقی بین دو دور انتخابات با نمایندگان این دو حزب، اروپا اکولوژی – سبزها در چندین کانتون، نامزدهای خود را در برابر نامزدهای دیگر جناح چپ حفظ کرد (۳۰ مورد در برابر حزب سوسیالیست و ۷ مورد در برابر جبهه چپ)، که این امر باعث بروز تنش شد. در نهایت، حزب ۲۷ کرسی به دست آورد که ۱۶ کرسی بیشتر از عملکرد سبزها در سال ۲۰۰۴ در همین حوزه‌ها بود و شمار کل نمایندگان استانی خود را به ۴۹ رساند.
در آستانه انتخابات ۲۰۱۱ سنا فرانسه، گفت‌وگوهایی میان حزب سوسیالیست، جبهه چپ و اروپا اکولوژی – سبزها آغاز شد. حزب سوسیالیست‌ها ۱۱ کرسی را پیشنهاد دادند که در مقایسه با چهار سناتور وقت حزب، پیشنهاد قابل‌توجهی بود. با این حال، حزب هدف خود را دستیابی به ۱۵ کرسی برای تشکیل یک گروه مستقل در مجلس سنا فرانسه اعلام کرد. نتیجه این بود که با ائتلاف‌های مشترک با حزب سوسیالیست، حزب کمونیست فرانسه و چپ رادیکال، شمار سناتورهای اکولوژیست از ۴ به ۱۰ نفر افزایش یافت. از میان چهار سناتور پیشین، تنها ماری-کریستین بلاندن و ژان دزسار دوباره نامزد شدند.
دفتر اجرایی و شورای فدرال حزب سپس اعلام کردند که قصد دارند یک گروه پارلمانی مستقل در سنا تشکیل دهند. این تصمیم پس از توافق با گروه‌های سوسیالیست، کمونیست و رادیکال دربارهٔ اصلاح آیین‌نامه سنا عملی شد و برای نخستین‌بار، اکولوژیست‌ها توانستند گروهی مستقل در مجلس سنا داشته باشند. ژان-ونسان پلاسه به ریاست این گروه برگزیده شد و ماری-کریستین بلاندن نیز ریاست کمیسیون «فرهنگ و ارتباطات» را بر عهده گرفت.

### ۲۰۱۲: انتخابات ریاست‌جمهوری و پارلمانی

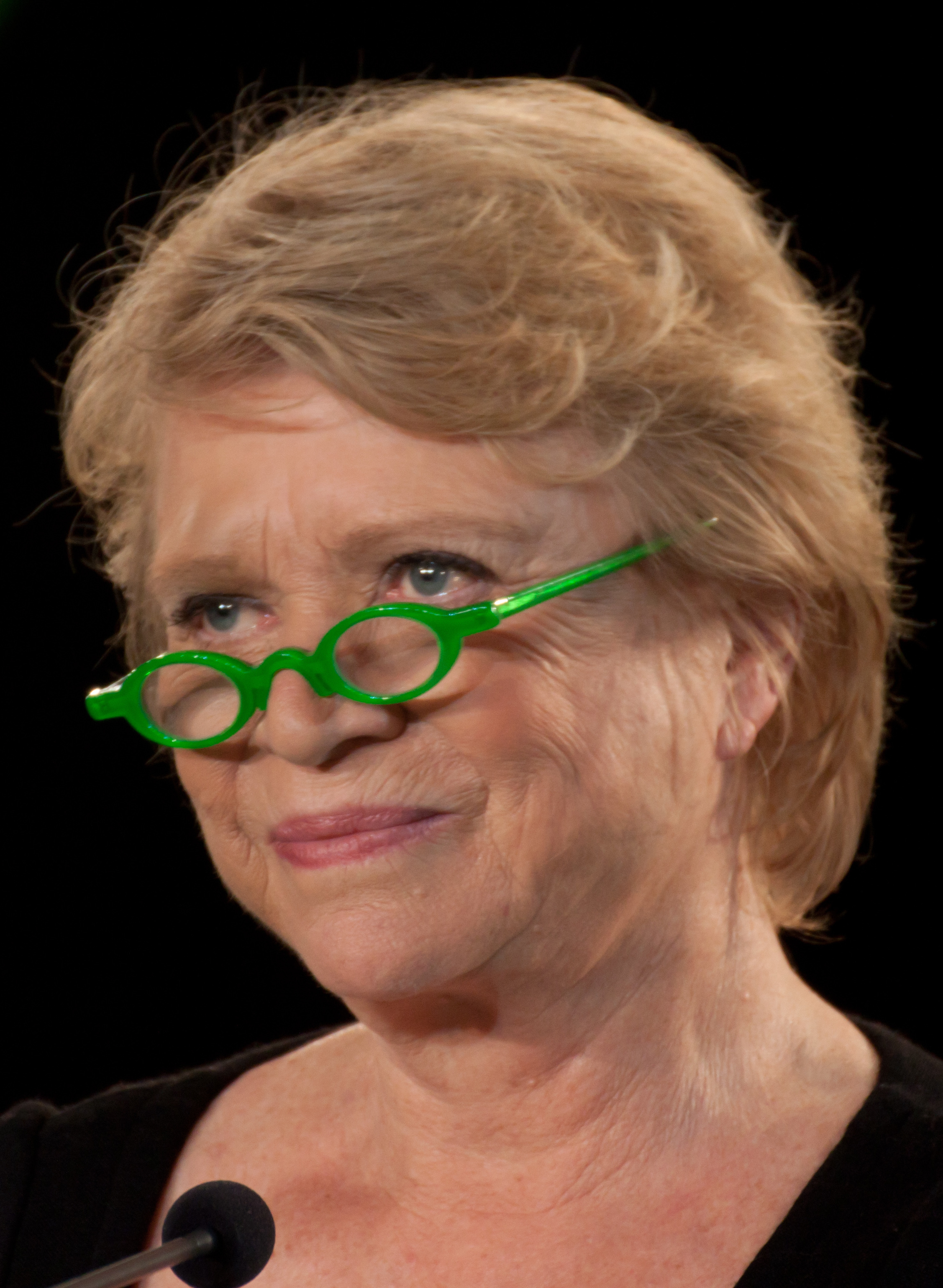
اوا ژولی در سال ۲۰۱۲

در ژوئن و ژوئیهٔ ۲۰۱۱، یک انتخابات مقدماتی برای انتخاب نامزد اکولوژیست‌ها در انتخابات ریاست‌جمهوری فرانسه در سال ۲۰۱۲ برگزار شد. بر اساس اساسنامهٔ «اروپا اکولوژی – سبزها»، همهٔ اعضای «شبکهٔ همکاران» – چه عضو رسمی حزب بودند و چه نبودند – و همچنین اعضای سازمان‌های شریک، حق رای داشتند. این انتخابات به‌صورت باز برگزار شد و امکان عضویت کم‌هزینه برای هواداران شبکهٔ همکاران فراهم بود تا بتوانند در رای‌گیری شرکت کنند. در نهایت، اوا ژولی در دور دوم با ۵۸٫۱۶٪ آرا (در برابر ۴۱٫۳۴٪ برای نیکولا اولو) پیروز شد.
ژولی در دور نخست انتخابات ریاست‌جمهوری، ۲٫۳۱٪ آرا (۸۲۸٫۳۴۵ رای) را به دست آورد. این نتیجه هرچند بالاتر از عملکرد دومینیک وانه در انتخابات ریاست‌جمهوری فرانسه (۲۰۰۷) بود، اما در مقایسه با نتایج انتخابات‌های میاندوره‌ای، عقب‌گردی جدی به‌شمار می‌رفت. او بلافاصله پس از اعلام نتایج، از رای‌دهندگان خود خواست در دور دوم به فرانسوا هولاند رای دهند. در نشست شورای فدرال در ۸ مه ۲۰۱۲، ۸۳٫۸٪ از ۲۰۰ عضو حاضر به احتمال مشارکت حزب در دولت آیندهٔ جناح چپ رای مثبت دادند.
در انتخابات مجلس ملی فرانسه (۲۰۱۲) همان سال، اروپا اکولوژی – سبزها تقریباً در تمام حوزه‌های انتخابیه نامزد معرفی کرد. به‌موجب یک توافق انتخاباتی با حزب سوسیالیست، این حزب در حدود ۶۰ حوزه از حمایت سوسیالیست‌ها برخوردار شد که نزدیک به ۲۰ مورد آن به‌عنوان حوزه‌های «قابل پیروزی» ارزیابی می‌شد. انتخاب نامزدها با رعایت برابری جنسیتی و بر اساس شانس پیروزی حوزه‌ها انجام گرفت تا شمار زنان و مردان منتخب برابر باشد.
توافقی نیز با جنبش مستقل اکولوژیست صورت گرفت که به گفتهٔ این جنبش، حمایت اروپا اکولوژی – سبزها را در حدود ۲۰ حوزه – از جمله حوزهٔ ریاست این جنبش آنتوان وکتر در اوت-رین – به همراه داشت؛ وکتر علاوه بر این، از حمایت حزب سوسیالیست نیز بهره‌مند شد. با این حال، به دنبال شکایت فوری برخی اعضای ناراضی در دادگاه عالی پاریس، حزب مجبور شد در ۶۳ حوزه، نامزدهای خود را دوباره تعیین کند؛ زیرا تقسیم حوزه‌ها بین جریان‌های داخلی حزب با اساسنامهٔ آن مطابقت نداشت.
در نهایت، ۱۷ نماینده – همگی با کمک ائتلاف با حزب سوسیالیست – به مجلس ملی راه یافتند و برای نخستین‌بار در تاریخ حزب، گروه پارلمانی اکولوژیست‌ها در مجلس ملی فرانسه تشکیل شد.

### ۲۰۱۲ تا ۲۰۱۵: مشارکت در دولت پنج‌سالهٔ اولاند

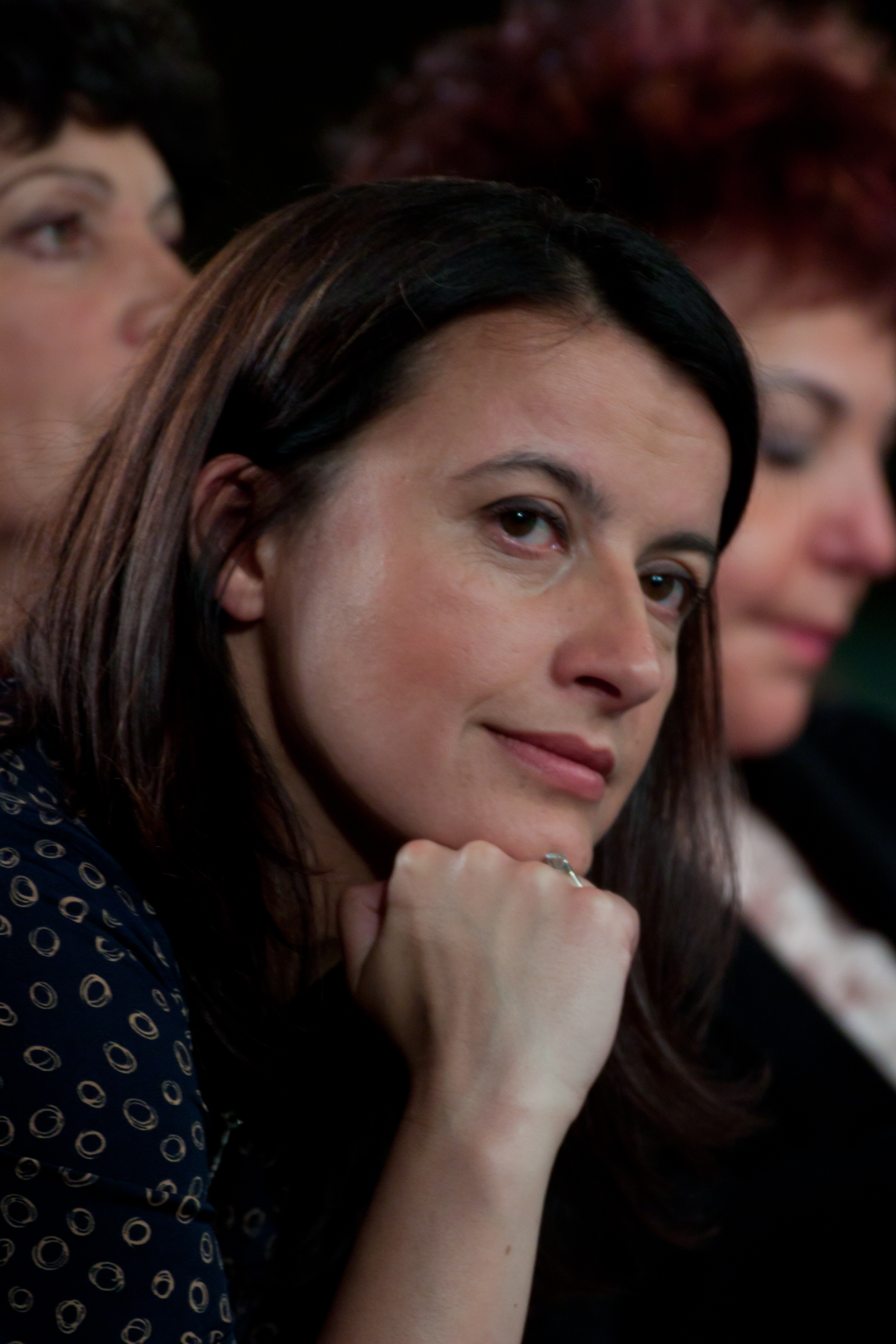
سیسیل دوفلو در سال ۲۰۱۲

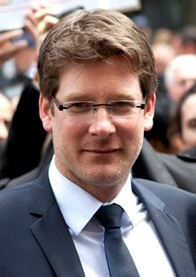
پاسکال کانفن در سال ۲۰۱۲

با پیروزی فرانسوا اولاند از حزب سوسیالیست در انتخابات ریاست‌جمهوری، سیسیل دوفلو در دولت اول ژان-مارک ارو به‌عنوان وزیر مسکن منصوب شد و پاسکال کانفن نیز در دولت دوم ژان-مارک ارو به‌عنوان وزیر مشاور توسعه در کنار وزیر امور خارجه، لوران فابیوس، به کابینه پیوست.
بحث بر سر پیمان بودجه‌ای اروپا حزب را به دو جناح تقسیم کرد: در یک‌سو دانیل کوهن بندیت و یانیک ژادو که طرفدار تصویب پیمان بودند و در سوی دیگر فرانسوا دو روژی و ساندرین بلیه که با آن مخالفت کردند. شورای فدرال حزب، پیمان را به‌دلیل «زنجیر ریاضت اقتصادی» رد کرد. در گروه پارلمانی اکولوژیست‌ها، از ۱۷ نماینده، ۱۲ نفر به آن رأی منفی دادند، ۲ نفر ممتنع بودند و ۳ نفر از موضع دولت در حمایت از تصویب پیمان پشتیبانی کردند.
در ژوئن ۲۰۱۲، پاسکال دوران به‌عنوان دبیر ملی انتخاب شد، اما در ۲۵ سپتامبر ۲۰۱۳ اعلام کرد که از این سمت کناره‌گیری می‌کند؛ تنها چند روز پس از آن‌که به دولت اولتیماتوم داده بود تا چند اقدام مهم زیست‌محیطی را اجرا کند، اظهاراتی که با واکنش تند درون حزب روبه‌رو شد.
در همان هفته، نوئل مامِر، از چهره‌های تاریخی سبزها، خروج خود از حزب را اعلام کرد و پیش‌تر در دسامبر ۲۰۱۲ نیز دانیل کوهن بندیت، از معماران موفقیت حزب در انتخابات اروپایی ۲۰۰۹، از آن فاصله گرفته بود.
از مه ۲۰۱۲، اکولوژیست‌ها در چند موضوع با مواضع دولتِ تحت رهبری حزب سوسیالیست زاویه گرفتند؛ از جمله دربارهٔ مالیات بر گازوئیل، برکناری وزیر محیط زیست دلفین باتو و در ماجرای لئوناردا، که برخی رهبران حزب دانش‌آموزان را به تظاهرات علیه اقدام مانوئل والس، وزیر کشور وقت، فراخواندند.
در ۱۶ نوامبر ۲۰۱۳، کنگرهٔ کان برای انتخاب جانشین پاسکال دوران برگزار شد. مهم‌ترین بیانیه با عنوان «برای یک مسیر اکولوژیست»، که سیسیل دوفلو، ژان-ونسان پلاسه و شماری از نمایندگان پارلمان از آن پشتیبانی می‌کردند، ۳۸٫۲۹٪ آرا را به دست آورد و از هدف ۴۰٪ عقب ماند. برای انتخاب امانوئل کُس، نخستین امضاکنندهٔ این بیانیه، به‌عنوان دبیر ملی، مذاکراتی با بیانیه‌های دیگر صورت گرفت، از جمله «بیانیهٔ مشارکتی» (۲۰٫۵۸٪) از ایو کوشه و آلن لیپیتز، «ویا اکولوژیکا» (۱۷٫۰۷٪) و چند بیانیهٔ کوچک‌تر. در نهایت، در ۳۰ نوامبر ۲۰۱۳، امانوئل کس با ۵۵٪ آرا دبیر ملی شد، تیری بروشو ریاست شورای فدرال را به‌عهده گرفت و ساندرین روسو و اریک لوآزل به‌عنوان سخنگو منصوب شدند.
در اکتبر ۲۰۱۳، برنامهٔ تلویزیونی «کَش اینوستگیشن» به ارتباط حزب با نهاد آموزشی «سدیس» انتقاد کرد و مدعی شد که این نهاد در سال ۲۰۰۴ بخشی از هزینه خرید ساختمان مرکزی حزب را تأمین کرده است. این مبلغ به‌سرعت و پس از مداخلهٔ بازرس مالی بازپرداخت شد. شورای اداری سدیس این گزارش را «یک‌سویه» خواند و اعلام کرد که با شفافیت کامل به پرسش‌های خبرنگاران پاسخ داده، اما پاسخ‌ها در برنامه بازتاب نیافته است.
در دسامبر همان سال، ایزابل آتار، نمایندهٔ مجلس، از حزب کناره‌گیری کرد و به حزب نوول دون پیوست.
در آوریل ۲۰۱۴، حزب اعلام کرد که در دولت اول مانوئل والس حضور نخواهد داشت. درون حزب، دو خط‌مشی شکل گرفت: یکی به رهبری سیسیل دوفلو که خروج از دولت را مطابق نظر اکثریت می‌دانست و به‌دنبال همگرایی با جناح چپ حزب سوسیالیست بود؛ دیگری به رهبری ژان-ونسان پلاسه که با این تصمیم مخالف بود و به امکان همکاری با جریان میانه در موضوعاتی مانند اصلاحات سرزمینی و برقراری نظام انتخاباتی تناسبی اشاره می‌کرد.
در ۱۶ سپتامبر ۲۰۱۳، خوزه بووه به‌عنوان نامزد فرانسه برای انتخابات مقدماتی حزب سبز اروپا (۲۰۱۴) معرفی شد و همراه با سکا کلر آلمانی، سرلیست حزب سبز اروپا و نامزد ریاست کمیسیون اروپا گردید.

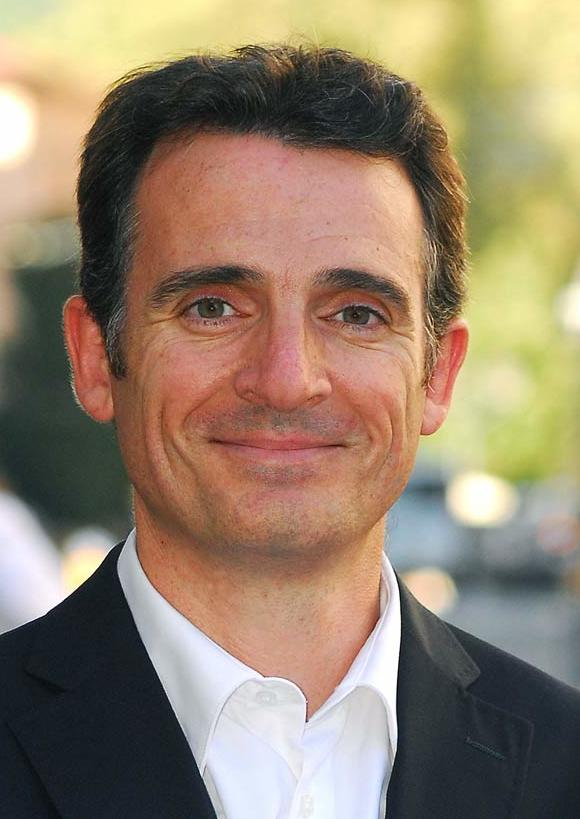
اریک پیول، شهردار گرونوبل

در آوریل ۲۰۱۴، اریک پیول در گرونوبل به‌عنوان نخستین شهردار اکولوژیست یک شهر بزرگ انتخاب شد. ائتلاف او شامل فرانسه تسلیم‌ناپذیر و دیگر گروه‌های چپ‌گرا بود و در برابر حزب سوسیالیست صف‌آرایی کرد. پیروزی او – که خود آن را «قوس انسانی» نامید – بعدها به‌عنوان پیش‌درآمد موج پیروزی‌های شهرداران اکولوژیست در ۲۰۲۰ شناخته شد.
در انتخابات شوراهای استانی فرانسه (۲۰۱۵)، حزب تنها ۲٬۰۳٪ آرا را در دور اول به دست آورد و ۳۲ کرسی در سراسر کشور به دست آورد.
در انتخابات منطقه‌ای فرانسه (۲۰۱۵)، حزب ۶٫۸۱٪ آرا را در دور اول کسب کرد که تقریباً نصف نتیجهٔ انتخابات ۲۰۱۰ بود. این شکست موجب بحران مالی حزب و مشکل در بازپرداخت هزینه‌های کارزار انتخاباتی شد.

### ۲۰۱۵ تا ۲۰۱۶: انشعاب جناح راست و موج استعفاها
چند روز پس از طرح بازگشت اکولوژیست‌ها به دولت، اختلاف میان موافقان و مخالفان این تصمیم در حزب بالا گرفت. برخی تحلیل‌ها این شکاف را «اجتناب‌ناپذیر» دانستند. در نظرسنجی آوریل ۲۰۱۵، ۶۰٪ از فرانسوی‌ها معتقد بودند که احتمال فروپاشی حزب وجود دارد.
در اواخر اوت ۲۰۱۵، ژان-ونسان پلاسه، رئیس گروه اکولوژیست سنا، و فرانسوا دو رژی، هم‌رئیس گروه اکولوژیست مجلس ملی، از حزب کناره‌گیری کردند. این دو که موافق بازگشت به دولت و مخالف ائتلاف با جبهه چپ در انتخابات منطقه‌ای فرانسه (۲۰۱۵) بودند، حزب جدیدی به نام «اکولوژیست‌ها!» و سپس اتحاد دموکرات‌ها و اکولوژیست‌ها را پایه‌گذاری کردند که چند جریان کوچک میانه‌چپ را گرد هم آورد. طی هفته‌های بعد، چندین مقام محلی نیز از حزب جدا شدند.
در سپتامبر همان سال، استفان گاتینیون، شهردار سبز سورون، به همراه حدود ۲۰۰ عضو ایل-دو-فرانس، از حزب خارج شد و آن را به «تبدیل شدن به دنباله‌رو چپِ چپ» متهم کرد. چند روز بعد، باربارا پومپیلی، هم‌رئیس گروه پارلمانی، نیز از حزب جدا شد.
امانوئل کُس، دبیر ملی حزب، این جدایی‌ها را «همگی مربوط به اعضای قدیمی و تشکیلاتی حزب سبزها» دانست.
در ژانویه ۲۰۱۶، ژان-پل بسه، از بنیان‌گذاران حزب، و در فوریه، پاسکال دوران، دبیر ملی پیشین، برای پیوستن به نیکولا اولو از حزب خارج شدند.
در همان ماه، با ترمیم کابینه مانوئل والس، امانوئل کُس به‌عنوان وزیر مسکن به دولت پیوست و از مسئولیت حزبی کناره‌گیری کرد. حزب در بیانیه‌ای این مشارکت را «ناسازگار با جهت‌گیری‌های اکولوژیست، عدالت اجتماعی و همبستگی» خواند. ژان-ونسان پلاسه و باربارا پومپیلی نیز به دولت پیوستند.
در ۱۸ آوریل ۲۰۱۶، دنی بُپن، نایب‌رئیس مجلس ملی فرانسه، با انتقاد از جهت‌گیری‌های استراتژیک حزب، از آن کناره‌گیری کرد. در ۳۰ آوریل، امانوئل کُس گروه EELV در شورای منطقه‌ای ایل-دو-فرانس را ترک کرد.
در مه ۲۰۱۶، یورپ ۱ گزارش داد که شمار اعضای حزب به ۶۰۰۰ نفر کاهش یافته است (در ۲۰۱۰، ۱۶۰۰۰ نفر بود). ساندرین روسو، سخنگوی حزب، گفت دلیل این افت، تمدید نکردن عضویت‌هاست و رقم واقعی حدود ۸۰۰۰ نفر است. امانوئل کُس نیز در ژوئیهٔ همان سال گفت که حزب تنها ۳۰۰۰ عضو دارد.
در مه ۲۰۱۶، گروه اکولوژیست (مجلس ملی) مجلس ملی به‌دلیل کاهش شمار نمایندگان منحل شد؛ شش نماینده، همگی از اعضای پیشین حزب، به گروه سوسیالیست پیوسته بودند.
در کنگره فوق‌العاده ۱۱ ژوئن ۲۰۱۶، دیوید کورمان به‌عنوان دبیر ملی انتخاب شد. در این انتخابات، «طرح D» با ۱۱۲۸ رأی (۳۴٫۴۲٪) پیشتاز شد و پس از آن «طرح A» با ۷۷۲ رأی (۲۳٫۵۶٪) و «طرح B» با ۵۴۷ رأی (۱۶٫۶۹٪) قرار گرفتند. «طرح C» (۵۴۳ رأی، ۱۶٫۵۷٪) و «طرح E» (۲۴۲ رأی، ۷٫۳۸٪) نیز در رتبه‌های بعدی بودند. ۴۵ رأی (۱٫۳۷٪) سفید به صندوق ریخته شد.

### ۲۰۱۶ تا ۲۰۱۷: انتخابات ریاست‌جمهوری؛ مقدماتی اکولوژیست‌ها و ائتلاف با نامزد سوسیالیست

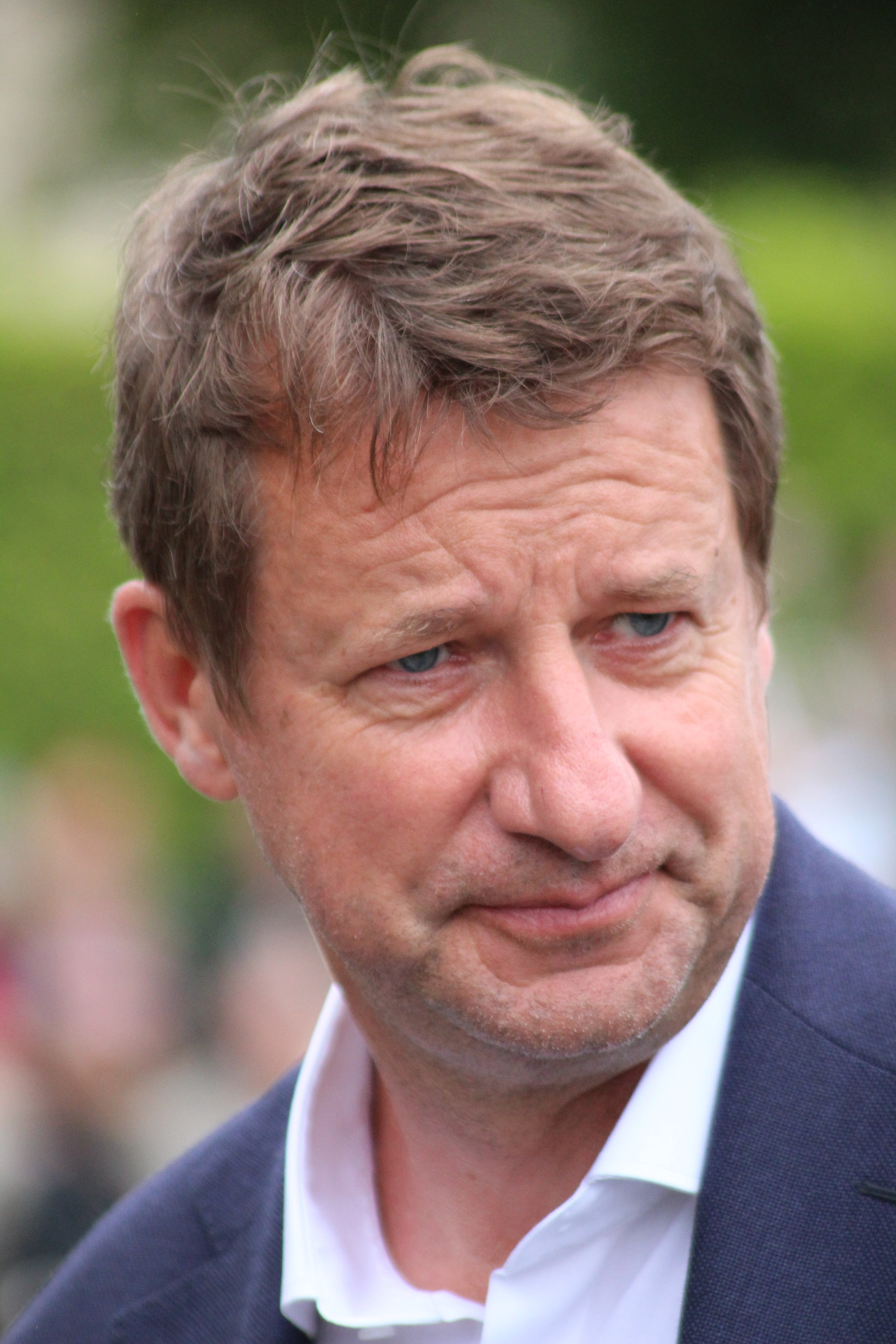
یانیک ژادو در سال ۲۰۲۱

پس از آن‌که «اروپا اکولوژی – سبزها» در ابتدا تمایل خود را به شرکت در یک انتخابات مقدماتی مشترک با کل چپ‌گرایان نشان داد، این حزب در ژوئیه ۲۰۱۶ تصمیم گرفت مقدماتی داخلی برای انتخابات ریاست‌جمهوری فرانسه (۲۰۱۷) برگزار کند و در نتیجه، در انتخابات مقدماتی شهروندی ۲۰۱۷ حزب سوسیالیست شرکت نکرد.
سیسیل دوفلو، یانیک ژادو، کاریما دلی و میشل ریوازی چهار نامزدی بودند که برای دور نخست این مقدماتی که در اکتبر ۲۰۱۶.
این مقدماتی از همان آغاز با انتقادهایی روبه‌رو شد. برخی تحلیل‌گران پرسیدند با توجه به شباهت بالای برنامه‌های نامزدها، اصلاً چه موضوعی برای بحث باقی می‌ماند. امانوئل کُس، دبیر ملی پیشین حزب، آن را «مقدماتی کوچک یک حزب کوچک» توصیف کرد و باربارا پومپیلی، دبیر دولت در امور تنوع زیستی، نیز آن را «بازی یک گروه کوچک» خواند. در همان زمان، یک نظرسنجی نشان داد که بیش از نیمی از مردم فرانسه حضور یک نامزد اکولوژیست در انتخابات ریاست‌جمهوری را بی‌فایده می‌دانند.
دیوید کورمان، دبیر ملی حزب، نیز ابراز نگرانی کرد که نامزد منتخب حتی نتواند ۵۰۰ امضای لازم نمایندگان برای حضور در انتخابات را به دست آورد، چرا که شمار منتخبین حزب از سال ۲۰۱۲ به‌شدت کاهش یافته بود.
در نهایت، یانیک ژادو در دور دوم با کسب ۵۴٪ آرا در برابر میشل ریوازی پیروز شد.
در ۴ دسامبر ۲۰۱۶، ژوئل لابه، سناتور موریبیان، از حزب خارج شد و شمار اعضای گروه اکولوژیست در سنا به پنج عضو EELV و پنج عضو غیر EELV رسید.
در دسامبر همان سال، یکی از رهبران حزب در شورای منطقه‌ای ایل-دو-فرانس، برنامهٔ بنوآ آمون – نامزد حزب سوسیالیست در مقدماتی جناح چپ – را «همسو با محیط‌زیست» دانست و از ژادو خواست در صورت پیروزی آمون، به نفع او کنار برود. ژادو این پیشنهاد را رد کرد و آن را «سیاست‌تخیلی» خواند.
در ۱۶ فوریه ۲۰۱۷، ۵۹٫۵٪ از اعضا و هواداران ثبت‌نام‌شده در مقدماتی، با ۸۹٫۷٪ رأی موافق، از تلاش ژادو برای «یافتن نقاط مشترک و ائتلاف» با بنوآ آمون، نامزد حزب سوسیالیست، و ژان-لوک ملانشون، نامزد فرانسه نافرمان، حمایت کردند. در ۲۶ فوریه، ۵۵٫۲٪ رأی‌دهندگان مقدماتی با ۷۹٫۵٪ آرا، توافق کناره‌گیری ژادو به نفع آمون در انتخابات ریاست‌جمهوری ۲۰۱۷ را تأیید کردند (۱۵٫۴٪ مخالف و ۵٫۱٪ رأی سفید دادند). با این حال، سرخیو کورونادو، نماینده مجلس، و اریک پیول، شهردار گرنوبل، از ژان-لوک ملانشون حمایت کردند.
انتخابات مجلس ملی فرانسه (۲۰۱۷) برای حزب بسیار دشوار بود؛ بسیاری از چهره‌های شاخص، مانند سیسیل دوفلو و ژولین بایو، در دور نخست حذف شدند. در دور دوم تنها یک نماینده با پیشینهٔ EELV در کل کشور انتخاب شد: اریک آلاوزه در دوب، که با حمایت اکثریت ریاست‌جمهوری پیروز شد اما پیش‌تر از حمایت رسمی حزب برخوردار نبود. او سپس به‌طور مالی به حزب ریاست‌جمهوری پیوست و از EELV کناره‌گیری کرد.
در انتخابات سنای فرانسه (۲۰۱۷)، EELV سه سناتور استر بنباسا در پاریس، گیوم گونتار در ایزر و رونان دانتک در لوآر-آتلانتیک رابرگزید.

### ۲۰۱۷ تا ۲۰۲۰: انتخابات اروپا و پیروزی در شهرداری‌ها
با از دست‌دادن بیشتر نمایندگان خود نسبت به دورهٔ پیش و نبود هیچ نماینده‌ای در مجلس ملی، «اروپا اکولوژی – سبزها» در آغاز ریاست‌جمهوری امانوئل مکرون با دشواری‌هایی روبه‌رو شد. حزب میان طرفداران استقلال در انتخابات و حامیان ائتلاف با دیگر احزاب چپ دچار شکاف بود.
با وجود این، و با اتکا به نظرسنجی‌هایی که این حزب را بالاتر از ۵٪ نشان می‌داد، رهبران آن در انتخابات پارلمان اروپا ۲۰۱۹ (فرانسه) از ارائهٔ فهرستی مستقل خبر دادند. یانیک ژادو که سرلیست بود، هدف خود را کسب ۱۵٪ آرا اعلام کرد و فهرست با شعار «برای اقلیم» معرفی شد.
در ۲۶ نوامبر ۲۰۱۸، همزمان با آغاز جنبش جلیقه‌زردها و بالا گرفتن بحث دربارهٔ مالیات بر سوخت در فرانسه، ژادو از افزایش این مالیات حمایت کرد و با یکی از مطالبات اصلی جنبش مخالفت نشان داد. در دسامبر همان سال، سگولن رویال – با وجود مخالفت پیشینش در این موضوع – تمایل خود را به پیوستن به فهرست اکولوژیست‌ها در انتخابات اروپا اعلام کرد، به شرطی که سرلیست نباشد. ژادو در ۲۰ دسامبر این پیشنهاد را رد کرد و آن را «ترفندی دیگر از سوی حزب سوسیالیست برای حفظ موقعیتش» دانست.
ژادو در این مقطع بر فراروی اکولوژی از دوگانهٔ «چپ–راست» تأکید کرد و گفت: «اکولوژی چپ نیست؛ اکولوژی می‌خواهد در مرکز مناظرهٔ سیاسی جای گیرد؛ اکولوژی بسیار فراتر از چپ است». این موضع‌گیری با انتقاد چهره‌هایی چون ایو کنتاسو و بنوآ آمون روبه‌رو شد که آن را بازگشت به رویکرد «نه-نه» آنتوان وکتر و نزدیکی به الگوی سبزهای آلمان در ائتلاف با راست لیبرال دانستند.

#### انتخابات اروپا – مه ۲۰۱۹
در کارزار انتخابات، حزب مواضع ضدلیبرالی خود را آشکارتر بیان کرد. دیمین کارم گفت: «سیاره و جامعهٔ ما در چنین وضعیتی است که چاره‌ای جز تغییر این نظام نداریم». ژادو نیز وعده داد که اکولوژی را به «فکر محوری» اتحادیهٔ اروپا بدل کند، حتی به قیمت کنار گذاشتن قیدهای سختگیرانهٔ مالی چون قاعدهٔ طلایی بودجه‌ای محدودکنندهٔ کسری بودجهٔ دولت‌ها به ۳٪ تولید ناخالص داخلی.
در روز رأی‌گیری، اروپا اکولوژی – سبزها که در نظرسنجی‌ها بین ۵ تا ۸٪ ارزیابی می‌شد، شگفتی آفرید و با ۱۳٫۵٪ آرا (۳٬۰۵۵٬۰۲۳ رأی) پس از جمهوری به‌پیش و بالاتر از فهرست راست میانه به رهبری فرانسوا-زاویه بلامی در جایگاه سوم ایستاد و ۱۳ کرسی در پارلمان اروپا به دست آورد. ژادو این نتیجه را بخشی از «موج سبز اروپایی» دانست که کرسی‌های احزاب سبز را در پارلمان اروپا ۴۰٪ افزایش داد (از ۵۲ به ۶۹ کرسی).

#### انتخابات شهرداری – مارس تا ژوئن ۲۰۲۰

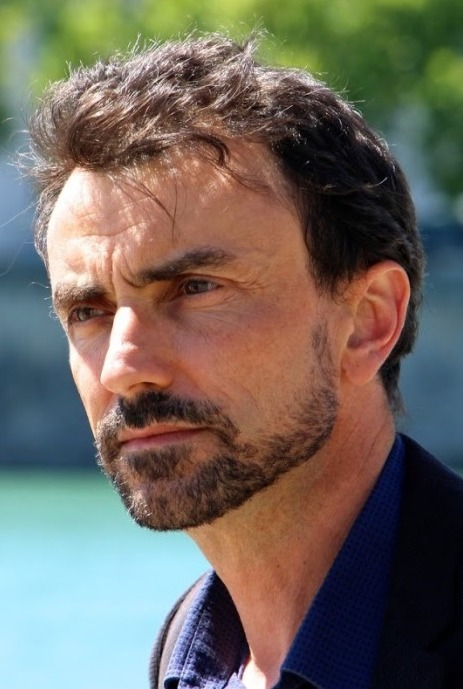
گرگوری دوسه، شهردار لیون

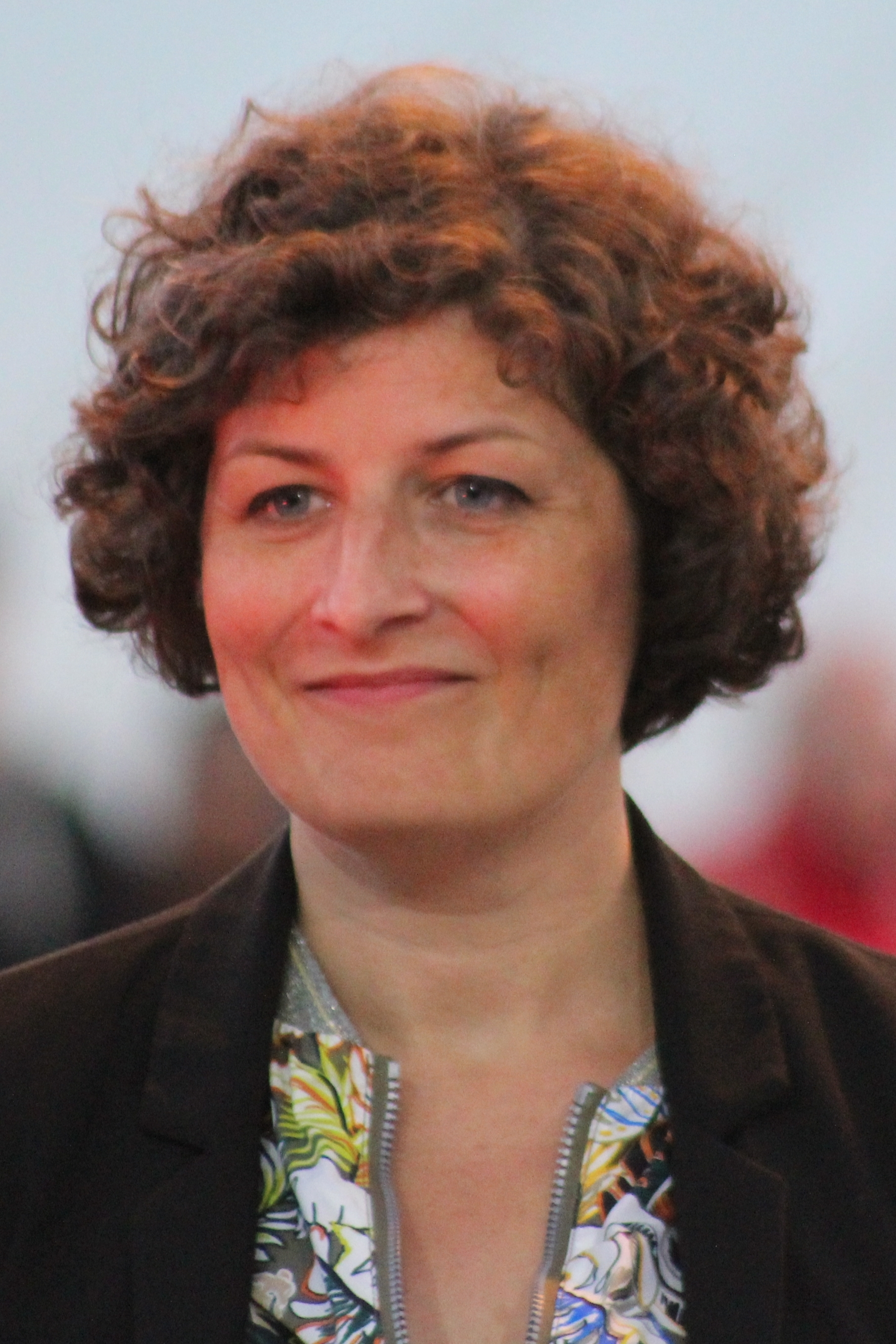
ژان بارسگین، شهردار استراسبورگ

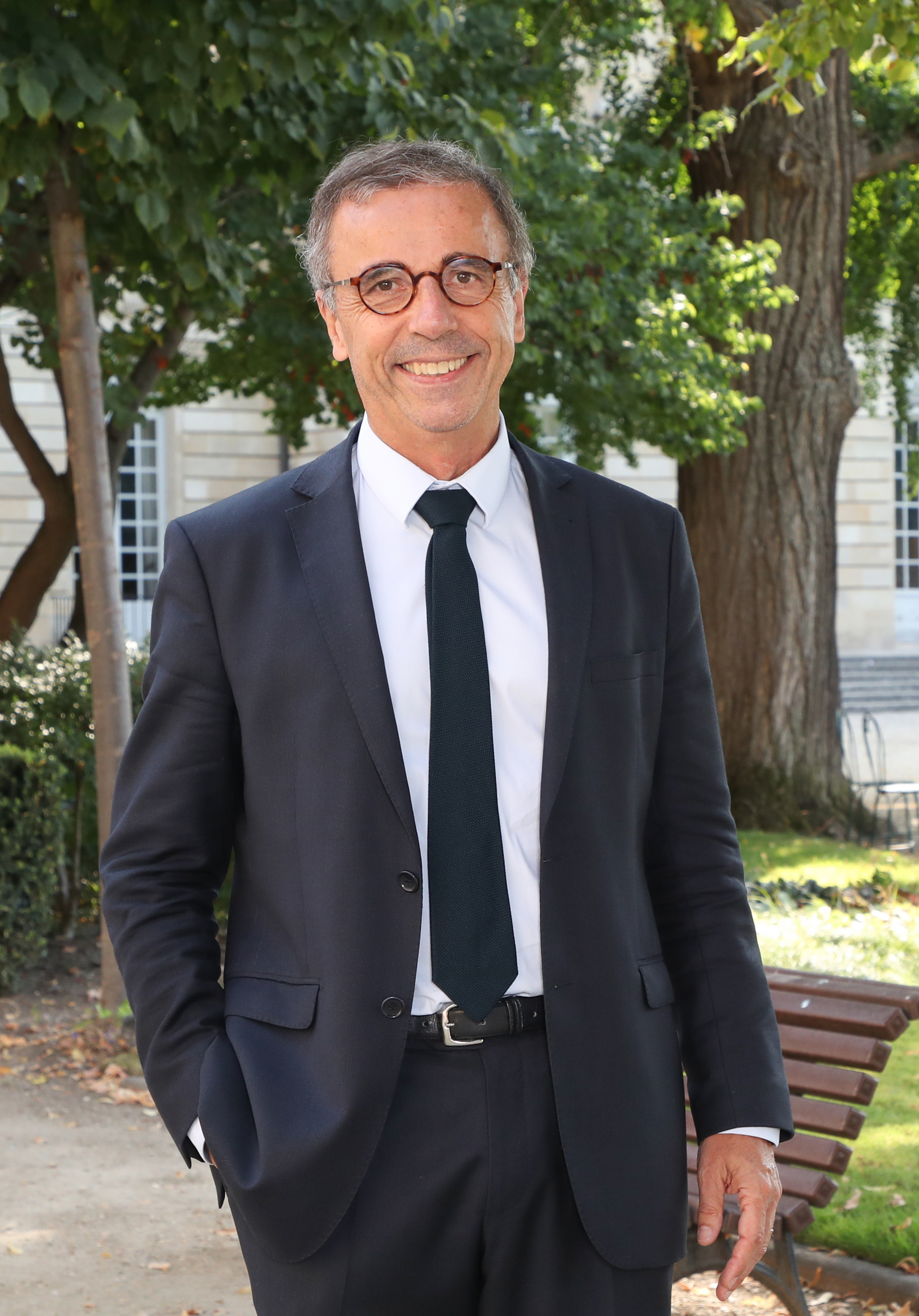
پیر اورمیک، شهردار بوردو

پس از موفقیت در انتخابات اروپا، نظرسنجی‌ها چشم‌انداز پیروزی‌های قابل‌توجهی را برای اکولوژیست‌ها در انتخابات شهرداری‌های فرانسه (۲۰۲۰) پیش‌بینی کردند. در دور نخست، حدود ۲۰ فهرست اکولوژیست (از جمله شهرداران وقت در شهرهایی چون شیلتیگهایم) پیروز شدند و فهرست‌های حزب یا ائتلاف‌های چپ‌گرای به رهبری آن‌ها در شهرهای بزرگی مانند بزانسون، لیون، استراسبورگ و گرنوبل پیشتاز بودند.
در پرپینیان، نامزد حزب اگنس لانژوین برای جلوگیری از پیروزی اجتماع ملی کنار کشید.
در دور دوم، حزب شهرداری‌های مهمی چون لیون، استراسبورگ، بوردو، بزانسون، تور، پوآتیه و گرنوبل را به دست آورد. این پیروزی‌ها باعث شد شمار اعضای حزب در اوت ۲۰۲۰ به بیش از ۱۰٬۰۰۰ نفر برسد و میانگین سنی آن‌ها کاهش یابد.
این دوره با حواشی رسانه‌ای دربارهٔ اظهارات برخی شهرداران تازه‌انتخاب‌شده نیز همراه شد، از جمله تصمیم پیر اورمیک برای لغو «درخت کریسمس» در بوردو که واکنش‌های گسترده‌ای برانگیخت.

#### انتخابات سنا – سپتامبر ۲۰۲۰
در انتخابات سنای فرانسه (۲۰۲۰)، اکولوژیست‌ها شش سناتور را روانهٔ مجلس کردند و با بازگشت گروه اکولوژیست به رهبری گیوم گونتار، جایگاه پارلمانی خود در مجلس سنا را احیا کردند.

### ۲۰۲۱ تا ۲۰۲۲: انتخابات ریاست‌جمهوری و پارلمانی

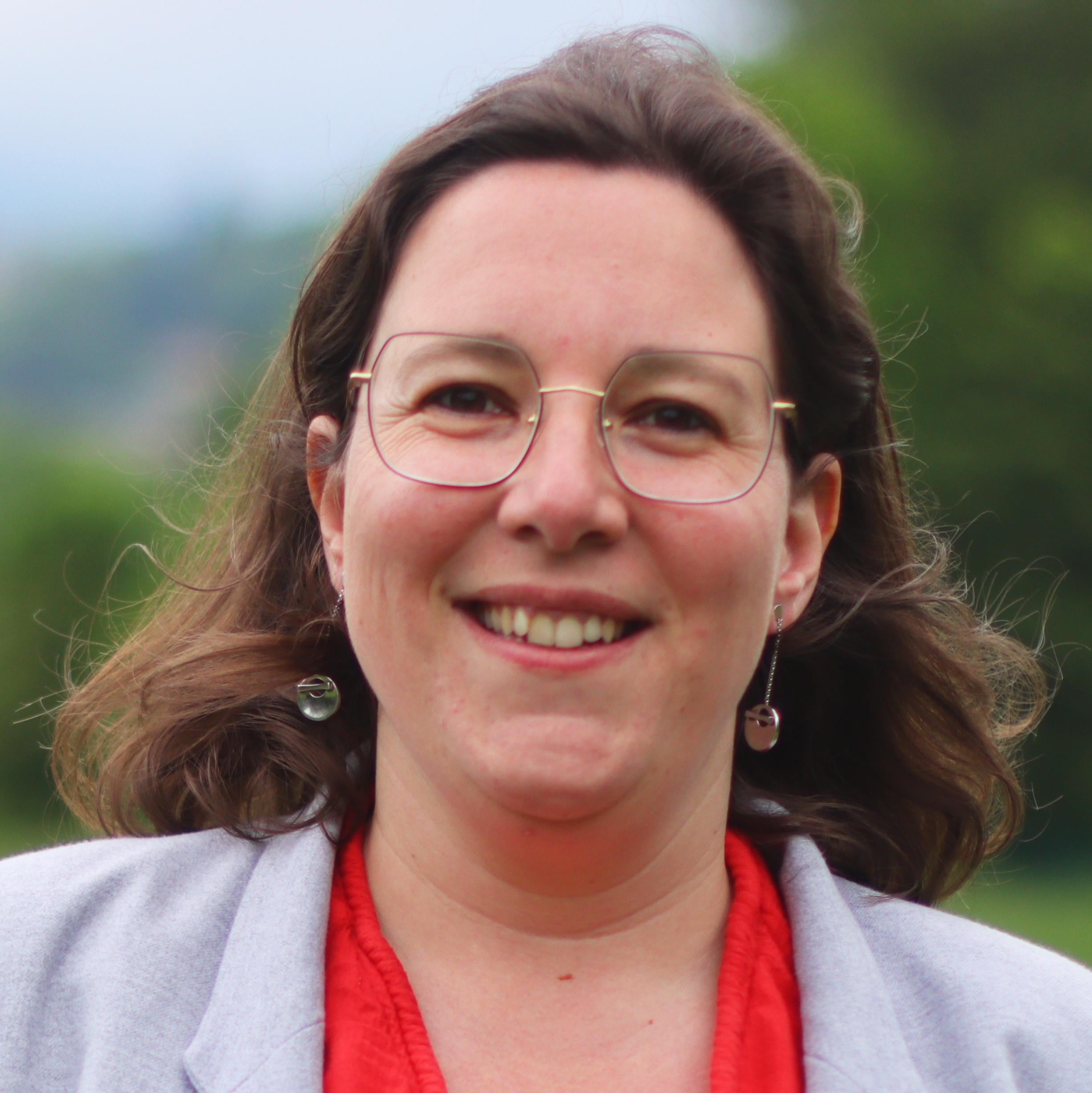
سیریل شاتلن در سال ۲۰۲۲

در آستانهٔ انتخابات ریاست‌جمهوری ۲۰۲۲، «اروپا اکولوژی – سبزها» (EELV) ائتلافی با نام قطب اکولوژیست تشکیل داد که شامل احزاب نسل‌ها (G.s)، اکولوژی نسل‌ها (GÉ)، کاپ ۲۱ (CÉ) و جنبش ترقی‌خواهان (MdP) نیز می‌شد. قرار بود یک انتخابات مقدماتی مشترک میان این احزاب در سال ۲۰۲۱ برگزار شود. در نهایت، یانیک ژادو پس از دور دومی نزدیک با ساندرین روسو – که رویکردی رادیکال‌تر داشت – به‌عنوان نامزد نهایی برگزیده شد. ژادو در دور نخست انتخابات ریاست‌جمهوری کمتر از ۵٪ آرا به دست آورد و همان شب، کارزار او برای تأمین هزینه‌های انتخاباتی اقدام به جمع‌آوری کمک مالی کرد.
با وجود غیبت جناح چپ در دور دوم، ژان-لوک ملانشون از حزب فرانسه تسلیم‌ناپذیر با ۲۱٫۹۵٪ آرا در دور نخست، پیشتاز احزاب چپ شد و اختلافی چشمگیر با نفر دوم، یانیک ژادو (۴٫۶۳٪)، داشت. در تدارک انتخابات مجلس ملی فرانسه (۲۰۲۲)، «فرانسه تسلیم‌ناپذیر» خواستار اتحاد چپ با دیگر احزاب – از جمله EELV – شد تا اکثریتی در مجلس ملی فرانسه تشکیل دهند. هدف این مذاکرات، هماهنگی برنامه‌ای و معرفی تنها یک نامزد در هر حوزه برای جلوگیری از پراکندگی آرا بود؛ مشکلی که در انتخابات ۲۰۱۷ با نظام انتخابات دومرحله‌ای به ضرر چپ تمام شده بود.
ساندرین روسو، نامزد EELV در حوزه نهم پاریس، این اتحاد را «یک نقطهٔ عطف تاریخی» دانست که می‌تواند به مردم «امید» بدهد. در مقابل، یانیک ژادو با وجود ابراز تمایل به اتحاد، معتقد بود که با رهبری ژان-لوک ملانشون «این کار پیش نخواهد رفت».
در ۲ مه ۲۰۲۲، «فرانسه تسلیم‌ناپذیر» و EELV اعلام کردند که به توافقی برای انتخابات پارلمانی رسیده‌اند و نامزدهای خود را تحت عنوان «اتحادیه نوین اکولوژیک و اجتماعی خلق» معرفی خواهند کرد. این توافق امکان احیای گروه پارلمانی اکولوژیست‌ها در مجلس ملی را فراهم کرد که با ریاست سیریل شاتلن فعالیت خود را آغاز کرد و شامل ۲۱ نماینده – که ۱۳ نفرشان عضو EELV بودند – شد.

### از ۲۰۲۲: مارین تندلیه، دبیر ملی جدید
در اکتبر ۲۰۲۲، حزب اروپا اکولوژی–سبزها (EELV) دموکرات‌های نو، یک تشکل کوچک میانه‌چپ منشعب از حزب جمهوری به‌پیش و تأسیس‌شده توسط اورلیَن تاشه را در خود ادغام کرد.

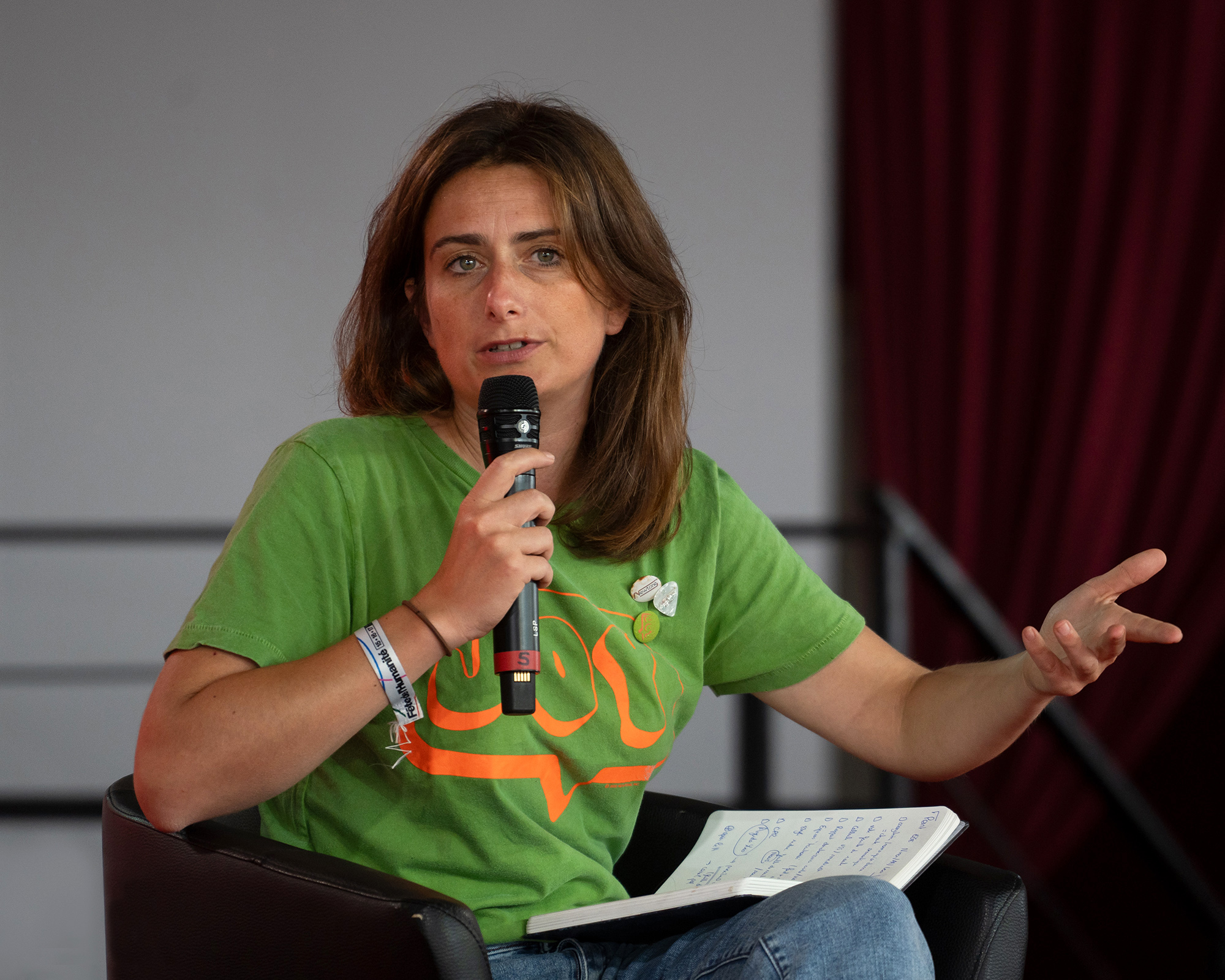
مارین تندلیه در سال ۲۰۲۳

کنگره نوامبر ۲۰۲۲ مارین تندلیه را به‌عنوان دبیر ملی برگزید، هرچند این انتخاب با انتقادهایی نسبت به کاهش فضای سیاسی اکولوژیست‌ها همراه بود.
در ۱۰ دسامبر ۲۰۲۲، EELV در یک رأی‌گیری داخلی، طرح تغییر نام به «اکولوژیست‌ها» را تصویب کرد. این انتخاب در ۱۰ ژوئیه ۲۰۲۳، با تصویب قطعنامه «برای بازسازی، گشوده شویم» با ۶۳٫۲٪ آرا و پس از برگزاری «مجمع عمومی اکولوژی» تأیید شد. بر اساس برنامه، «کنوانسیون بازسازی» در ۱۴ اکتبر ۲۰۲۳ این تغییر نام را نهایی می‌کند. تندلیه اعلام کرد: «در هر صورت، در برگه‌های رأی انتخابات اروپایی ژوئن ۲۰۲۴، هر دو نشان: اکولوژیست‌ها و اروپا اکولوژی–سبزها، دیده خواهد شد.»
با این حال، نام «اکولوژیست‌ها» از سال ۲۰۱۰ توسط جنبشی به همین نام ثبت شده بود و این گروه در اوت ۲۰۲۳، با استناد به سابقه و شناخته‌شدنش، از حزب شکایت کرد. این جنبش که به جناح نزدیک به امانوئل مکرون وابسته است، به ریاست آنتونین دوآرته رهبری می‌شود.
در آستانه انتخابات اروپایی ۲۰۲۴، احتمال ارائه فهرست واحد از سوی اتحادیه نوین اکولوژیک و اجتماعی خلق (NUPES) مطرح شد، اما با وجود پیشنهاد فرانسه تسلیم‌ناپذیر برای واگذاری سرلیستی به EELV – به دلیل نتیجه خوب در انتخابات ۲۰۱۹ (۱۳٫۵٪، رتبه سوم) – این حزب در سال ۲۰۲۳ این پیشنهاد را رد کرد و ماری توسن را به‌عنوان سرلیست خود برگزید.
در همین سال، حزب شعار جدید خود را «همان‌طور که هستید بیایید!» معرفی کرد.
نام «اکولوژیست‌ها» رسماً در ۱۴ اکتبر ۲۰۲۳ رونمایی شد. طبق اساسنامه، تغییر رسمی باید در فوریه ۲۰۲۴ ثبت شود و تا انتخابات اروپایی، هر دو نام به موازات هم استفاده شوند.
کارزار انتخابات اروپایی ۲۰۲۴ برای حزب دشوار توصیف شد؛ پیش‌بینی‌ها حکایت از کسب نتیجه‌ای ضعیف‌تر از دوره قبل داشت. شماری این کارزار را «شروعی ناموفق» و «استراتژی نادرست» دانستند که به اختلافات میان جناح‌های اصلاح‌طلب و رادیکال حزب دامن زد.
در همین فضا و حتی پیش از پایان انتخابات، دو جریان اصلی مخالف درون حزب، «بهار اکولوژیست» و «آنچه ما را پیوند می‌دهد»، طرح‌هایی برای برگزاری کنگره فوق‌العاده در پاییز ۲۰۲۵ ارائه کردند.
نتیجه انتخابات اروپایی ۲۰۲۴ برای حزب نسبت به دوره قبل کاهش داشت و مشابه دیگر احزاب سبز اروپایی، عملکرد ضعیف‌تری ثبت شد. با این حال، انتخابات پارلمانی زودهنگام که با اکثریت نسبی ائتلاف جناح چپ همراه شد، موجب افزایش تعداد نمایندگان اکولوژیست گردید.

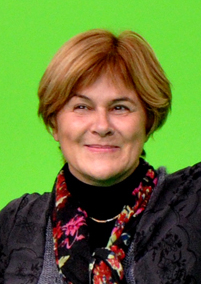
دومینیک وانه، بازگشت به مجلس ملی در ۲۰۲۴

پس از انتخابات اروپایی و پارلمانی، حزب به‌سرعت به جبهه نوین خلق پیوست. با توجه به تهدید احتمالی پیروزی مجمع ملی، اکولوژیست‌ها به دلیل جایگاه میانه خود در طیف سیاسی NFP، نقشی محوری ایفا کردند. این موقعیت، حضور رسانه‌ای مارین تندلیه را افزایش داد و او از تجربه خود در مقابله با RN در انن-بومون بهره گرفت.

## ایدئولوژی
برخی محورهای برنامهٔ حزب به شرح زیر است.

### کشاورزی
اکولوژیست‌ها خواهان «حفاظت ویژه» از اراضی کشاورزی فرانسه هستند؛ از یک سو برای صیانت از تولیدات محلی، و از سوی دیگر برای پیشبرد یک تحول زیست‌محیطی در بخش کشاورزی. «اروپا اکولوژی – سبزها» حذف زنجیره‌های توزیع طولانی، گسترش کشاورزی محلی و کاهش حاشیه سود توزیع‌کنندگان را هدف‌گذاری کرده‌است. در بعد زیست‌محیطی، هدف این حزب رسیدن به ۳۰ درصد کشت ارگانیک و ۷۰ درصد کشت «پایدار» است؛ یعنی کشاورزی بدون ارگانیسم تراریخته، محلی و محدودشده با سهمیه‌بندی مصرف آفت‌کش‌ها.
در حوزهٔ دامداری، اکولوژیست‌ها مخالف پرورش صنعتی دام هستند، به‌ویژه به دلیل استفاده از آنتی‌بیوتیک برای حیوانات و شرایط نامناسب زیستی آن‌ها. همچنین ترویج رژیم غذایی کم‌گوشت را ضروری می‌دانند تا مصرف گوشت در اروپا کاهش یابد؛ چراکه این مصرف با مشکلاتی چون آلودگی ناشی از نیترات‌ها، ارتباط علمی میان گوشت قرمز و سرطان، و نیز چاقی یا کلسترول بالا پیوند خورده‌است. حزب سبز اروپا نیز اصلاحات جامع در سیاست مشترک کشاورزی را پیگیری می‌کند تا یارانه‌ها بر مزارع کوچک، سازگار با محیط زیست و رعایت‌کنندهٔ حقوق حیوانات متمرکز شود. بنوآ بیتو از فعال‌ترین نمایندگان اکولوژیست در پارلمان اروپا در این زمینه است. همچنین، این حزب با معاهدات آزاد تجاری اتحادیه اروپا، مانند سیتا، مخالف است.
در آستانهٔ انتخابات پارلمان اروپا (۲۰۲۴ فرانسه)، اکولوژیست‌های حاضر در پارلمان اروپا بر آرای گروه خود علیه اصلاحاتی که به رقابتی‌شدن کشاورزی اروپا می‌انجامد تأکید می‌کنند و خود را «نخستین متحد کشاورزان» معرفی می‌کنند.
در نهایت، این حزب خواهان آن است که دولت برای حفظ کشاورزی محلی در مناطق بسیار شهری و جلوگیری از گسترش بی‌رویهٔ شهر بر این اراضی، به‌ویژه در ایل-دو-فرانس، مداخله کند.

### بودجه
اروپا اکولوژی – سبزها برای سال ۲۰۱۱ یک بودجهٔ جایگزین پیشنهاد کرد که بر دو محور استوار بود: کاهش بدهی و گذار زیست‌محیطی جامعه. این طرح با حذف معافیت‌ها و امتیازهایی که به گفتهٔ حزب «از نظر اجتماعی ناعادلانه و آلاینده» بودند – مانند سپر مالیاتی و «معافیت کوپه» – امکان آزادسازی ۲۹ میلیارد یورو را پیش‌بینی می‌کرد. بر اساس این پیشنهاد، ۱۵ میلیارد یورو از این مبلغ صرف کاهش بدهی و ۱۴ میلیارد یوروی دیگر به سرمایه‌گذاری زیست‌محیطی، ایجاد مشاغل سبز و غیرقابل‌انتقال (مانند انرژی‌های تجدیدپذیر، مسکن، عایق‌کاری و کاهش مصرف نفت در فرانسه اختصاص می‌یافت.
اکولوژیست‌ها هدف خود را دستیابی به توازن بودجه اعلام کردند، اما نه از طریق ریاضت اقتصادی، بلکه با «سرمایه‌گذاری عادلانه از هر نظر» و کاهش هزینه‌ها در بخش‌هایی که به محیط زیست آسیب می‌زنند یا امتیازاتی که به ثروتمندان و شرکت‌های فاقد نقش در ایجاد اشتغال داده می‌شود.
در چارچوب «نشست‌های عمومی اشتغال و اکولوژی»، اروپا اکولوژی – سبزها خواستار ایجاد ۶۰۰ هزار شغل سبز در حوزه‌هایی مانند مسکن، عایق‌کاری، انرژی‌های نو و کشاورزی محلی شده‌است. این حزب در کنار ایجاد این مشاغل، بر «گذار زیست‌محیطی» صنایع آلاینده و در حال انتقال به خارج تأکید دارد، تأمین مالی برای آموزش مجدد کارگران را ضروری می‌داند و ایجاد تعاونی‌هایی با تولید محلی و سازگار با محیط‌زیست را پیشنهاد می‌کند. برای نمونه، دومینیک وانه در سال ۲۰۰۷ پیشنهاد داده بود که به ازای هر یک یورو سرمایه‌گذاری کارگران در این تعاونی‌ها، دولت نیز یک یورو سرمایه‌گذاری کند.
اکولوژیست‌ها از کاهش و بازتوزیع ساعات کاری حمایت می‌کنند و الگوی پیشنهادی اقتصاددان پیر لاروترُو – عضو پیشین حزب و هیئت اجرایی آن – را دنبال می‌کنند؛ الگویی که بر گسترش اجرای هفتهٔ کاری ۳۵ ساعته و حرکت به سمت ۳۲ ساعت کار در هفته تأکید دارد. هدف، رسیدن به نرخ بیکاری کمتر از ۵٪ طی یک دوره پنج‌ساله عنوان شده‌است.
اروپا اکولوژی – سبزها همچنین خواهان ایجاد شاخص جدیدی برای توسعه است که علاوه بر ملاحظات اجتماعی، معیارهای کیفیت محیط‌زیست و حفاظت از تنوع زیستی را نیز در بر بگیرد. این حزب رشد تولید ناخالص داخلی را به خودی خود هدف نمی‌داند و معتقد است چنین رشدی غالباً پشتیبان اقتصادی آلاینده و ناعادلانه است. به باور آن‌ها، تمرکز باید بر تحقق اشتغال کامل و کاهش نابرابری بین ثروتمندترین و فقیرترین اقشار باشد. در همین راستا، این حزب دو نرخ جدید مالیاتی برای درآمدهای بالا پیشنهاد کرده‌است: ۶۰٪ برای درآمد بین ۱۰۰ هزار تا ۵۰۰ هزار یورو و ۷۰٪ برای درآمد بالاتر از آن، پیشنهادی که اوا ژولی در کارزار ریاست‌جمهوری ۲۰۱۲ مطرح کرد.
به‌طور کلی، سیاست اقتصادی حزب در چارچوب جریان آلترموندیالیستی و مخالفت با آنچه یانیک ژادو «سرمایه‌داری غارتگر» می‌نامد، قرار می‌گیرد. ژادو در کارزار انتخاباتی خود بارها بر مقابله با لابی‌های شرکت‌های بزرگ صنعتی و ضرورت شفافیت در سیاست‌های اقتصادی تأکید کرده‌است. همچنین، ماری توسان، نمایندهٔ پارلمان اروپا، از اصطلاح «فقیرهراسی» برای توصیف گرایش نظام سیاسی فرانسه به انگ‌زنی و ثبت اطلاعات افراد کم‌درآمدِ وابسته به کمک‌های اجتماعی استفاده کرده‌است.

### محیط‌زیست
اکولوژیست‌ها خود را پیرو سیاست زیست‌محیطی می‌دانند؛ ایدئولوژی‌ای که از اواخر دههٔ ۱۹۷۰ و در پی آثار اندیشمندانی چون ایوان ایلیچ و آندره گورز شکل گرفت. این جریان فکری بر بازاندیشی در شیوه تولید، الگوی مصرف و مدیریت منابع طبیعی تأکید دارد و به دنبال ایجاد نظامی سیاسی نو است که بر پایهٔ «وابستگی متقابل» انسان‌ها، گونه‌های زیستی و محیط پیرامونشان بنا شود.
از نظر واژگانی، واژهٔ «اکولوژی» از ترکیب واژه‌های οἶκος («خانه» یا «زیستگاه») و λόγος («دانش/مطالعه») در زبان یونانی باستان ساخته شده و به معنای «دانش زیستگاه» (در اینجا زمین) است. بر همین اساس، اکولوژیست‌ها خواستار تغییرات زیست‌محیطی هستند که بتواند در میان‌مدت، انتشار دی‌اکسید کربن فرانسه را تا ۴۰٪ کاهش دهد. برای تحقق این هدف، آن‌ها پیشنهادهایی چون بازطراحی بخش مسکن (ساخت خانه‌های سازگار با محیط‌زیست)، تغییر چهرهٔ شهرها (گسترش چشمگیر و عملی حمل‌ونقل همگانی و مسیرهای دوچرخه‌سواری)، اصلاح کشاورزی (هدف‌گذاری ۳۰٪ محصولات ارگانیک و ۷۰٪ «کشاورزی پایدار»، توقف کشت آزاد محصولات تراریخته) و به‌ویژه تحول در بخش انرژی ارائه می‌دهند؛ از جمله حذف تدریجی انرژی هسته‌ای و ایجاد سبدی ۱۰۰٪ تجدیدپذیر متناسب با شرایط هر منطقه (شامل انرژی بادی خشکی/دریایی/زیرسطحی، انرژی خورشیدی فتوولتائیک، زیست‌توده، زمین‌گرمایی و انرژی آبی)، با تکیه بر سناریوهای ارائه‌شده توسط آژانس محیط‌زیست و مدیریت انرژی فرانسه و انجمن نگاوات. این سناریوها بر کاهش مصرف نهایی انرژی (تا نصف در طرح نگاوات) تکیه دارند، در حالی که دولت فرانسه پیش‌بینی کرده مصرف برق از ۴۷۳ تراوات‌ساعت در ۲۰۱۹ به ۶۵۰ تا ۷۰۰ تراوات‌ساعت در ۲۰۵۰ افزایش یابد که رشدی معادل ۴۰ تا ۴۵٪ است و اداره کل انرژی و اقلیم نیز رقم ۷۲۰ تراوات‌ساعت را برای ۲۰۵۰ برآورد کرده است.
اکولوژیست‌ها همچنین، از جمله در جریان کنفرانس بین‌المللی ناگویا، خواستار اقداماتی قاطع برای حفاظت کامل از تنوع زیستی شده‌اند؛ موضوعی که از نظر آن‌ها شاخصی اساسی برای سنجش سلامت یک جامعه است؛ جامعه‌ای که در آن، انسان‌ها با همهٔ گونه‌های جانوری و گیاهی در هماهنگی زندگی می‌کنند.
علاوه بر این، «اروپا اکولوژی – سبزها» بر لزوم توجه بیشتر به جایگاه حیوانات در جامعه، حفاظت از تمامیت جسمانی آن‌ها و احترام به نیازهای طبیعی‌شان تأکید دارد.

### اروپا
اروپا اکولوژی – سبزها حزبی سیاسی است که سه گرایش محیط‌زیست‌گرایی، جهت‌گیری چپ‌میانه تا چپ رادیکال، و فدرالیسم اروپایی را در هم می‌آمیزد. این حزب عضو حزب سبز اروپا است و از تشکیل یک مجلس مؤسسان اروپایی، ایجاد «سازمان عالی شفافیت» برای مقابله با نفوذ لابی‌ها، و برگزاری همه‌پرسی ابتکار شهروندان در مقیاس اتحادیه اروپا حمایت می‌کند.
این حزب خواهان گسترش هماهنگی قوانین کشورهای عضو، نظام آموزشی، سیاست خارجی و همچنین سیاست‌های اقتصادی و اجتماعی در سطح اتحادیه است. هرچند اکولوژیست‌ها از حامیان یورو به‌شمار می‌روند، اما در حوزه اجتماعی با بسیاری از دیگر احزاب فدرالیست اروپا اختلاف نظر دارند: اروپا اکولوژی – سبزها از حداقل دستمزد اروپایی، تقسیم ساعات کار در سطح اروپا و گسترش اختیارات مداخله کارکنان در تصمیم‌گیری‌های شرکت‌ها دفاع می‌کند.
در جریان انتخابات پارلمان اروپا ۲۰۲۴ (فرانسه)، سرلیست اکولوژیست‌ها، ماری توسَن، از حق وتوی اروپایی برای جلوگیری از هر طرح قانونی در سطح اتحادیه که می‌تواند زندگی یا حقوق ۱۰٪ فقیرترین اروپایی‌ها را به خطر اندازد، دفاع کرد. نفر دوم فهرست، دیوید کورمان، نیز بر این نظر بود که اروپا، به‌عنوان بزرگ‌ترین بازار مصرفی جهان، باید مقررات خود در زمینه حفاظت از داده‌های دیجیتال را تغییر دهد تا تمام وبگاه‌ها ملزم به تطبیق با این قوانین شوند و حفاظت بهتری از داده‌های کاربران به عمل آید.

### روابط بین‌الملل
در عرصهٔ بین‌المللی، حزب اکولوژیست خواستار کاهش سهم فروش تسلیحات در تجارت خارجی فرانسه، دفاع از یک برنامهٔ گستردهٔ سرمایه‌گذاری و توسعهٔ زیست‌محیطی در آفریقا (با تمرکز بر انرژی‌های تجدیدپذیر، حمایت مالی از شرکت‌های تعاونی و منصفانه و مهار بیابان‌زایی) است. همچنین «اروپا اکولوژی – سبزها» برای مقابله با بحران کشاورزی، بر کاهش سطح زیرکشت محصولات اختصاص‌یافته به تغذیهٔ دام‌ها (که یک‌سوم زمین‌های کشاورزی جهان را تشکیل می‌دهد و بخش عمدهٔ آن در اختیار کشورهای غربی است)، توسعهٔ کشت پایا و حمایت از مزارع خانوادگی تأکید دارد. در حوزهٔ مسائل اجتماعی نیز، اکثریت اکولوژیست‌ها از جرم‌زدایی جهانی همجنس‌گرایی و هویت ترنس و تحقق برابری جنسیتی در نهادهای بین‌المللی دفاع می‌کنند.
همچون حزب پیشین خود، سبزها، این حزب در حوزهٔ سیاست دفاعی رویکردی صلح‌طلبانه و حتی ضد نظامی‌گری دارد (برای نمونه، اوا ژولی – نامزد انتخابات ریاست‌جمهوری ۲۰۱۲ – پیشنهاد حذف رژه نظامی ۱۴ ژوئیه را مطرح کرده بود). با این حال، در سال ۱۹۹۹، به‌طور کلی از مداخلهٔ نظامی در کوزوو حمایت کرد؛ در سال ۲۰۱۱، دو نمایندهٔ حزب (نوئل مامِر و فرانسوا دو روژی) به تمدید عملیات نظامی در لیبی رأی مثبت دادند؛ و در سال ۲۰۱۳، اکثریت رهبران حزب از حملهٔ نظامی علیه سوریه حمایت کردند.
در سال‌های اخیر، این حزب همچنین با حمایت از اوکراین در برابر تهاجم روسیه به اوکراین، دفاع از مردم اویغور به‌عنوان قربانیان نسل‌کشی در چین، و پشتیبانی از راه‌حل دوکشوری میان اسرائیل و دولت فلسطین شناخته شده است. این موضع شامل آزادی گروگان‌های اسرائیلی پس از حملات ۷ اکتبر، پایان شهرک‌سازی‌های اسرائیل و حفاظت از غیرنظامیان نوار غزه در برابر حملات نظامی دولت نتانیاهو است.
در نهایت، در رویکرد ژئوپولیتیک خود، این حزب خود را صلح‌طلب معرفی می‌کند و مدافع مردم تحت ستم در سراسر جهان است، به‌ویژه در کشورهای اقتدارگرا یا در برابر رهبران بسیار محافظه‌کار، همچون ویکتور اوربان در مجارستان و رجب طیب اردوغان در ترکیه.